# Toulel
Toulel är en kommun i departementet Maghama i regionen Gorgol i Mauretanien. Kommunen hade 8 604 invånare år 2013.